# Cerreto Castello
Cerreto Castello (Sciarèj o Ciarèj in piemontese) è stato un comune italiano di 615 abitanti della provincia di Biella, in Piemonte. Il toponimo deriva dal cerro, un tipo di quercia ora scomparsa dalla flora del Biellese ma in passato piuttosto diffusa nella zona.
Dal 1º gennaio 2019 si è fuso con il comune di Quaregna per dare vita al nuovo comune di Quaregna Cerreto.

## Storia
Il villaggio di Cerreto viene menzionato per la prima volta nel 999 quando un diploma dell'imperatore Ottone III ne riconfermò il possesso alla diocesi di Vercelli nella persona del vescovo Leone. Nel 1165 il vescovo Uguccione concesse il feudo a Corrado Avogadro di Quaregna.
Gli Avogadro, una nobile famiglia dai numerosi rami, erano infatti di origine vercellese e di sicura fede guelfa. 
A Cerreto essi fecero costruire una casaforte nel XIII secolo, edificio che fu ampliato nella seconda parte del Quattrocento.

### Simboli
Lo stemma di Cerreto Castello era stato concesso con regio decreto del 26 maggio 1942.

## Monumenti e luoghi d'interesse
- Castello medioevale degli Avogadro, che dà il nome al paese;
- villa Rosazza: conserva al suo interno affreschi di Fabrizio Galliari risalenti al XVIII secolo[7];
- chiesa parrocchiale di San Tommaso: si tratta di un rifacimento seicentesco di una preesistente chiesa romanica[7];
- campanile medioevale, risalente all'XI secolo[7].

## Società

### Evoluzione demografica
Abitanti censiti

## Amministrazione

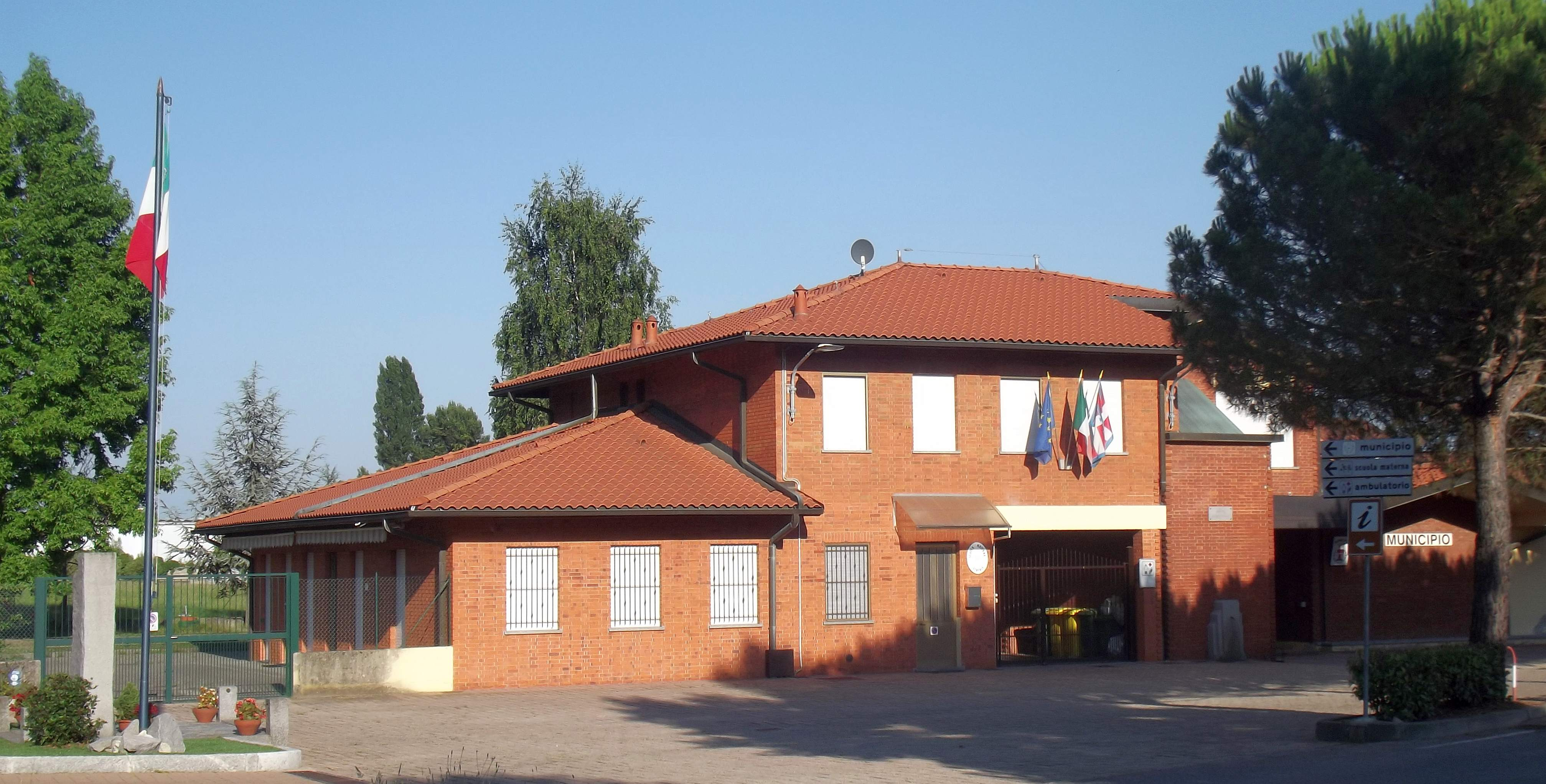
Il municipio

| Periodo | Periodo   | Primo cittadino  | Partito                        | Carica  | Note       |
| ------- | --------- | ---------------- | ------------------------------ | ------- | ---------- |
| 2004    | 2009      | Ulderico Animali | lista civica                   | Sindaco |            |
| 2009    | 2014      | Ulderico Animali | lista civica Cerreto per tutti | Sindaco | II mandato |
| 2014    | in carica | Carmelo Busso    | lista civica Uniti per Cerreto | Sindaco |            |

### Altre informazioni amministrative
Il comune faceva parte della soppressa Comunità montana Val Sessera, Valle di Mosso e Prealpi Biellesi, mentre fino al 2010 apparteneva alla Comunità montana Prealpi Biellesi, abolita in seguito all'accorpamento disposto dalla Regione Piemonte nel 2009.

## Infrastrutture e trasporti
Dal 1926 al 1951 Cerreto Castello ospitò una fermata della tranvia Biella-Cossato e, fra il 1891 e il 1958, un analogo impianto della ferrovia Biella-Cossato-Vallemosso.